# Prêmio Memorial Bôcher
O Prêmio Memorial Bôcher (em inglês:  Bôcher Memorial Prize) é um prêmio concedido pela American Mathematical Society (AMS) para publicações notáveis no campo da análise nos últimos seis anos. Atualmente é concedido a cada três anos. Somente membros da AMS ou pessoas cujos artigos tenham aparecido em conhecidas revistas dos Estados Unidos podem receber o prêmio, que atualmente é dotado com US$ 5 000.
O prêmio foi concedido pela primeira vez em 1923, tornando-se o prêmio mais antigo concedido pela AMS. Tem o nome de Maxime Bôcher (1867 – 1918), professor de matemática e presidente da AMS (1909-1910).

## Recipientes
| Ano  | Nome                                      | Motivo da premiação |
| ---- | ----------------------------------------- | --- |
| 1923 | George David Birkhoff                     | por Dynamical systems with two degrees of freedom (Transactions of the American Mathematical Society, volume 18 (1917), pp. 199-300) |
| 1924 | Eric Temple Bell                          | por Arithmetical paraphrases (I, II, Transactions of the American Mathematical Society, volume 22 (1921), pp. 1-30, 198-219) |
| 1924 | Solomon Lefschetz                         | por On certain numerical invariants with applications to Abelian varieties (Transactions of the American Mathematical Society, volume 22 (1921), pp. 407-482) |
| 1928 | James Waddell Alexander                   | por Combinatorial analysis situs (Transactions of the American Mathematical Society, volume 28 (1926), pp. 301-329) |
| 1933 | Marston Morse                             | por The foundations of a theory of the calculus of variations in the large in m-space (Transactions of the American Mathematical Society, volume 31 (1929), pp. 379-404) |
| 1933 | Norbert Wiener                            | por Tauberian theorems (Annals of Mathematics, Series 2, volume 33 (1932),pp. 1-100) |
| 1938 | John von Neumann                          | por Almost periodic functions and groups (I, II, Transactions of the American Mathematical Society, volume 36 (1934), pp. 445-492, e volume 37 (1935), pp. 21-50) |
| 1943 | Jesse Douglas                             | por Green's function and the problem of Plateau (American Journal of Mathematics, volume 61 (1939), pp. 545-589); The most general form of the problem of Plateau (American Journal of Mathematics, volume 61 (1939), pp. 590-608) e Solution of the inverse problem of the calculus of variations (Proceedings of the National Academy of Sciences, volume 25 (1939), pp. 631-637) |
| 1948 | Albert Charles Schaeffer e Donald Spencer | por Coefficients of schlicht functions (I, II, III, IV, Duke Mathematical Journal, volume 10 (1943), pp. 611-635, volume 12 (1945), pp. 107-125) e em (Proceedings of the National Academy of Sciences, volume 32 (1946), pp. 111-116, volume 35 (1949), pp. 143-150) |
| 1953 | Norman Levinson                           | |
| 1959 | Louis Nirenberg                           | |
| 1964 | Paul Joseph Cohen                         | por On a conjecture of Littlewood and idempotent measures (American Journal of Mathematics, volume 82 (1960), pp. 191-212) |
| 1969 | Isadore Singer                            | |
| 1974 | Donald Samuel Ornstein                    | por Bernoulli shifts with the same entropy are isomorphic (Advances in Mathematics, volume 4 (1970), pp. 337-352) |
| 1979 | Alberto Calderón                          | |
| 1984 | Luis Caffarelli                           | |
| 1984 | Richard Burt Melrose                      | |
| 1989 | Richard Schoen                            | |
| 1994 | Leon Simon                                | |
| 1999 | Demetrios Christodoulou                   | |
| 1999 | Sergiu Klainerman                         | |
| 1999 | Thomas Wolff                              | por seu trabalho na área da análise de Fourier. |
| 2002 | Daniel Tătaru                             | por On global existence and scattering for the wave maps equations (Amer. Jour. of Math. 123 (2001) no. 1, 37–77) |
| 2002 | Terence Tao                               | |
| 2002 | Lin Fanghua                               | |
| 2005 | Frank Merle                               | |
| 2008 | Alberto Bressan                           | |
| 2008 | Charles Fefferman                         | |
| 2008 | Carlos Kenig                              | |
| 2011 | Gunther Uhlmann                           | |
| 2011 | Assaf Naor                                | |
| 2014 | Simon Brendle                             | |
| 2017 | András Vasy                               | por Microlocal analysis of asymptotically hyperbolic and Kerr-de Sitter spaces, Inventiones Mathematicae, 194 (2013), 381513. |
| 2020 | Camillo De Lellis                         | |
| 2020 | Larry Guth                                | |
| 2020 | Laure Saint-Raymond                       | |